# Irène Buvat
 (novembre 2018).
Irène Buvat est une chercheuse française en physique, spécialisée dans l'imagerie médicale. Directrice de recherche au CNRS, elle dirige l'Unité Mixte de Recherche Imagerie Moléculaire In Vivo. Elle a reçu la Médaille de bronze du CNRS en 2002.

## Biographie
Irène Buvat a une formation de physicienne. Après un magistère de physique à l'École normale supérieure (Paris), elle a soutenu sa thèse en 1992 à l'Université Paris 11 sur la correction de la diffusion en imagerie scintigraphique. Elle a reçu la Médaille de bronze du CNRS en 2002, et elle dirige l'UMR Imagerie Moléculaire In Vivo depuis 2015. Ses projets de recherche portent sur le développement de nouveaux outils d'imagerie médicale, notamment d'imagerie moléculaire.